# José van Dijck
Johanna Francisca Theodora Maria "José" van Dijck (Boxtel, 15 de noviembre de 1960) es una autora e investigadora de los nuevos medios y profesora de Estudios de Medios Comparativos de la Universidad de Ámsterdam donde también fue decana. Es la autora de libros recientes como Mediated Memory in the Digital Age y The Culture of Connectivity (traducido al español como La Cultura de la Conectividad).
Desde 2010 Van Dijck ha sido miembro de la Real Academia de Artes y Ciencias de los Países Bajos. En 2015 fue elegida por los miembros de la Academia como presidenta de la organización y se convirtió en la primera mujer en ostentar dicha posición.
En 2016 la revista Opzij nombró a van Dijck como la mujer neerlandesa más influyente de 2016.

## Biografía
Johanna Francisca Theodora Maria van Dijck nació en Boxtel, Países Bajos. Asistió y se graduó de la Universidad de Utrecht con una licenciatura y una maestría en 1985. Más tarde se graduó con un doctorado en Literatura Comparada en la Universidad de California en San Diego, en 1992.

## Obra

### La cultura de la conectividad
El libro La cultura de la conectividad. Una historia crítica de las redes sociales publicado en 2013 por Oxford University Press fue distribuido alrededor del mundo, y en 2016 fue publicado en español por Siglo XXI Editores.
En el estudio, van Dijck propone analizar los medios sociales desde un análisis 'en capas', esto para evitar una lectura reduccionista. Para lograr esto, combina dos aproximaciones teóricas, el análisis de las plataformas digitales como 'constructos tecnoculturales', y también verlas como 'estructuras socioeconómicas'. Para el primer abordaje se inspira en la Teoría del Actor-Red (TAR) de Bruno Latour, Callon y Law, y para el abordaje socioeconómico en la postura de la sociedad red de Manuel Castells.

El abordaje de las plataformas como constructos sociotécnicos obliga a prestar atención a la tecnología, los usuarios y el contenido; considerarlas como estructuras socioeconómicas demanda un escrutinio de sus regímenes de propiedad, su gobierno y sus modelos de negocios.
José van Dijck

## Publicaciones (seleccionadas)
- José van Dijck, Thomas Poell & Martijn de Waal, The Platform Society. Public Values in a Connective World. Oxford University Press, 2018. ISBN 978-0-19-088977-7

- José van Dijck: The culture of connectivity. A critical history of social media. New York, Oxford University Press, 2013. ISBN 978-0-19-997077-3
- Sound souvenirs. Audio technologies, memory and cultural practices. Editado por Karin Bijsterveld y José van Dijck. Ámsterdam, Ámsterdam University Press, 2009. ISBN 978-90-8964-132-8
- José van Dijck: Mediated memories in the digital age. Stanford, CA. Stanford University Press, 2007. ISBN 0-8047-5624-4
- José van Dijck: The transparent body. A cultural analysis of medical imaging. Seattle, University of Washington Press, 2005. ISBN 0-295-98490-2
- José van Dijck: Discontinuous discourses. Mapping the public debate on new reproductive technologies, 1978-1991. Thesis (Ph. D.), University of California, San Diego, Departamento de Literatura, 1992. No ISBN